# Kim Little (voetballer)
Kim Little (Mintlaw, 29 juni 1990) is een Schots voetbalspeelster. Ze speelt als middenvelder voor Arsenal in de Super League.

## Clubcarrière
Little maakte haar debuut voor Hibernian in de Schotse Premier League op zestienjarige leeftijd tijdens een Women's Cupwedstrijd tegen RCD Espanyol op 8 augustus 2006. Samen met andere speelsters werd Little als onderdeel van een verjonging van de selectie overgeheveld naar het eerste elftal. Tijdens haar competitiedebuut maakte Little een hattrick tegen Hutchison Vale. Aan het einde van het seizoen werd Little met de club Schots landskampioen en won ze de Schotse Beker.

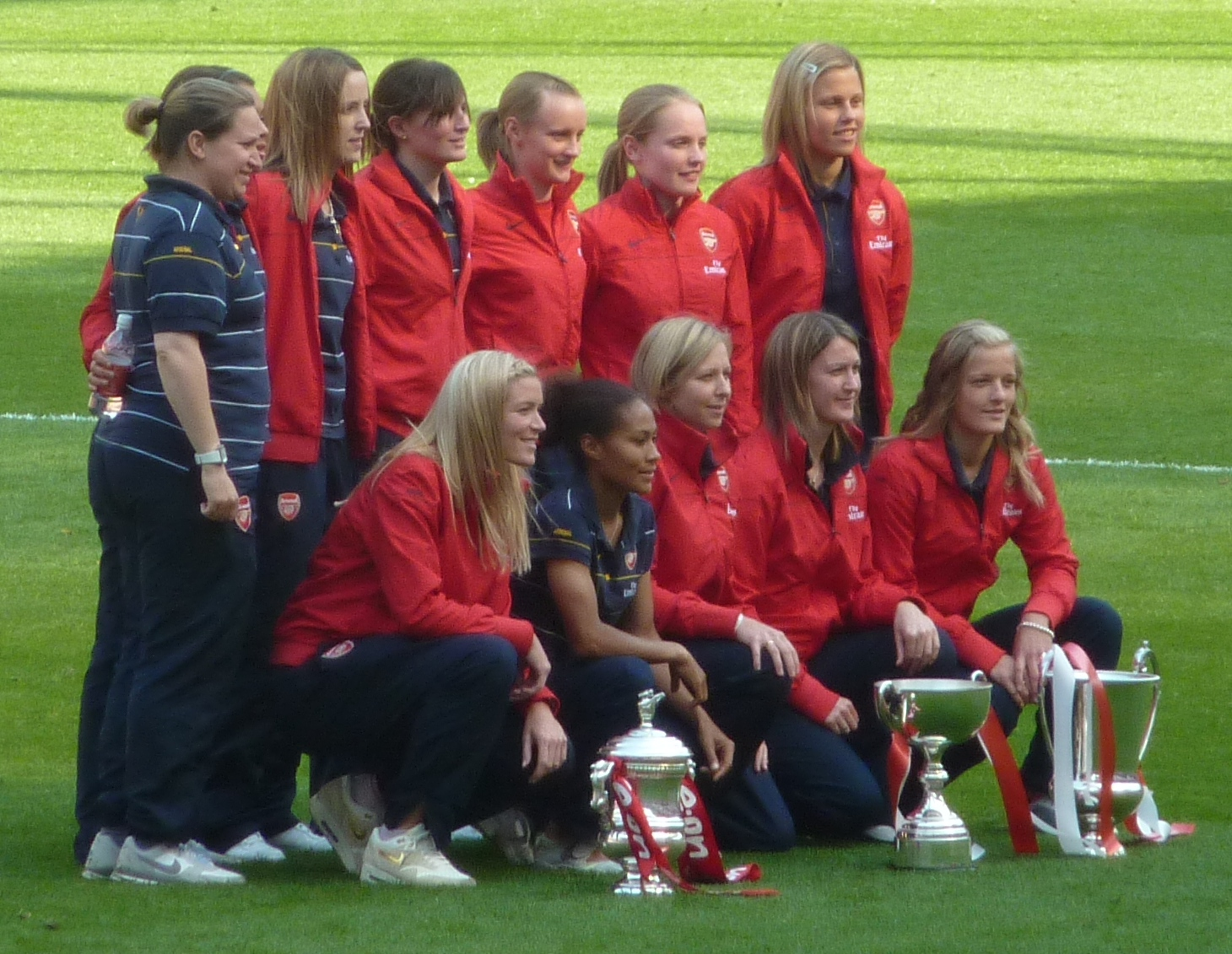
Little (boven, tweede van rechts) bij Arsenal in 2009

In maart 2008 voegde Little zich op zeventienjarige leeftijd bij Arsenal. Ze maakte haar eerste doelpunt in de Londense derby tegen Chelsea FC. Little was niet speelgerechtigd voor de finale van de FA Women's Cup die Arsenal met 4-1 won van Leeds United. In het seizoen 2008/09 kwam ze alle wedstrijden in actie en daarin maakte ze 24 doelpunten. Ze hielp haar ploeg daarmee aan het landskampioenschap. Ook won ze de FA Cup en de Premier League Cup.
In het volgende seizoen nam Little de plek over van de vertrokken Kelly Smith. Ze maakte 47 doelpunten in alle competities en werd met ruime afstand landskampioen. Little was clubtopscorer met 22 doelpunten. In de FA Cup verloor Arsenal na penalty's van Everton FC. In de daaropvolgende seizoenen bleef Little aan de lopende band scoren en werd ze in 2011 en 2012 opnieuw landskampioen. Door de fans van Arsenal werd ze in het seizoen 2012/13 benoemd tot 'speelster van het jaar'. In haar laatste seizoen in die periode in Londen eindigde ze met de club op de derde plaats.
In november 2013 verliet Little na drie jaar de club voor een overstap naar het Amerikaanse OL Reign. In haar eerste wedstrijd kwam ze gelijk twee keer tot scoren tegen de Boston Breakers, waardoor Seattle met 3-0 wist te winnen.  In april 2024 werd ze uitgeroepen tot 'speelster van de maand'. In de daaropvolgende maanden werd ze voor diezelfde titel nog twee keer gekozen. Met OL Reign werd ze dat seizoen kampioen van de NWSL. Door zestien keer tot scoren te komen, won Little eveneens de 'gouden schoen'. In het seizoen 2015 tikte Little opnieuw de tien doelpunten aan. Met zeven assists was ze de beste van de competitie. De titel ging niet naar OL Reign dat seizoen door een nederlaag in de play-offs tegen FC Kansas City. Little werd samen met ploeggenoten Lauren Barnes, Beverly Yanes en Jess Fishlock wel opgenomen in het elftal van het seizoen. In het seizoen 2016 eindigde OL Reign op de vijfde plaats. Op 17 oktober 2016 maakte Little bekend vanaf het seizoen 2017/18 terug te keren bij Arsenal. Tussendoor kwam ze nog een seizoen op huurbasis uit voor het Australische Melbourne City.
Vlak na haar terugkeer bij Arsenal liep Little een kruisbandblessure op waardoor ze een groot deel van het seizoen 2017/18 moest missen. In oktober 2018 volgde een nieuwe blessure aan haar kuitbeen na een harde overtreding van Drew Spence van Chelsea FC. Ondanks de afwezigheid van Little werd Arsenal in het seizoen 2018/19 landskampioen, de eerste in zeven jaar tijd. In augustus 2019 verlengde Little haar contract bij Arsenal. In februari 2020 liet ze onderzoek uitvoeren naar haar voet. In juni 2022 keerde ze kortstondig op huurbasis terug bij OL Reign.
In april 2023 liep Little een hamstringblessure op, waardoor haar seizoen ten einde was. Little wist in een uitverkocht Emirates Stadium een penalty te benutten tegen Manchester City WFC.
Tijdens de start van het seizoen 2024/25 benutte Little opnieuw een strafschop in een Champions League wedstrijd tegen Rangers. In februari 2025 verlengde ze haar contract in Londen tot 30 juni 2026. Little leidde haar team naar Champions League winst op 24 mei 2025, de tweede in de clubgeschiedenis.

## Statistieken
| Seizoen | Club              | Land             | Competitie   | Wedstrijden | Doelpunten |
| ------- | ----------------- | ---------------- | ------------ | ----------- | ---------- |
| 2011    | Arsenal           | Engeland         | Super League | 12          | 9          |
| 2012    | Arsenal           | Engeland         | Super League | 14          | 11         |
| 2013    | Arsenal           | Engeland         | Super League | 14          | 3          |
| 2014    | OL Reign          | Verenigde Staten | NWSL         | 25          | 18         |
| 2015    | OL Reign          | Verenigde Staten | NWSL         | 22          | 10         |
| 2015/16 | Melbourne City FC | Australië        | A-League     | 12          | 9          |
| 2016    | OL Reign          | Verenigde Staten | NWSL         | 20          | 6          |
| 2017    | Arsenal           | Engeland         | Super League | 0           | 0          |
| 2017/18 | Arsenal           | Engeland         | Super League | 9           | 3          |
| 2018/19 | Arsenal           | Engeland         | Super League | 14          | 8          |
| 2019/20 | Arsenal           | Engeland         | Super League | 12          | 5          |
| 2020/21 | Arsenal           | Engeland         | Super League | 16          | 15         |
| 2021/22 | Arsenal           | Engeland         | Super League | 22          | 6          |
| 2022    | OL Reign          | Verenigde Staten | NWSL         | 6           | 0          |
| 2022/23 | Arsenal           | Engeland         | Super League | 11          | 4          |
| 2023/24 | Arsenal           | Engeland         | Super League | 17          | 1          |
| 2024/25 | Arsenal           | Engeland         | Super League | 20          | 1          |
| Totaal  | Totaal            | Totaal           | Totaal       | 246         | 99         |

Laatste update: 12 april 2025

## Interlandcarrière

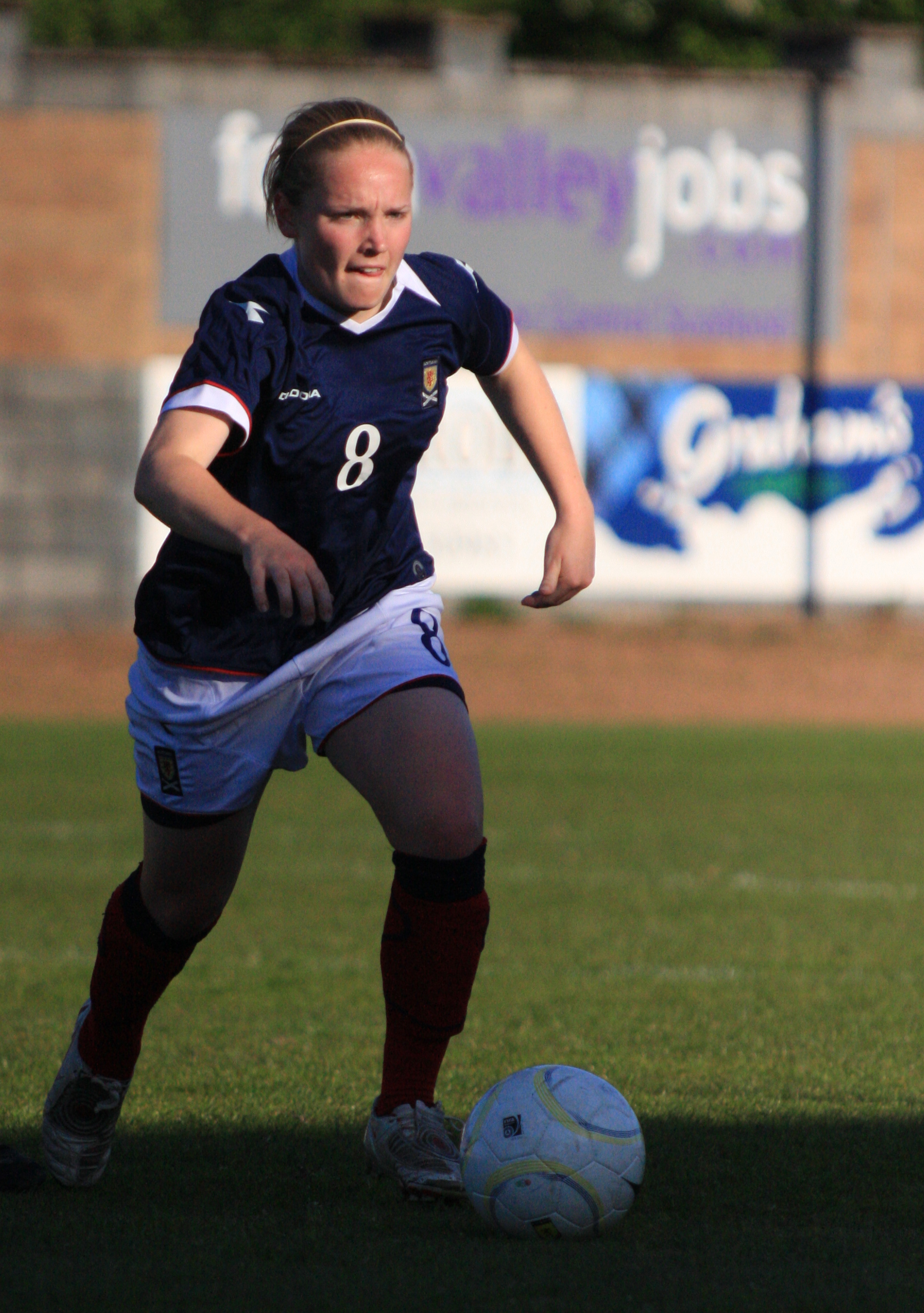
Little tijdens een interland voot Schotland in 2009

Little maakte op zestienjarige leeftijd haar debuut in het Schotse nationale team in februari 2007 door in de tweede helft van een wedstrijd tegen Japan in te vallen voor Megan Sneddon. In maart 2008 maakte ze haar eerste interlanddoelpunt in een wedstrijd tegen Rusland.
In haar vijftigste interland in maart 2011 maakte Little het openingsdoelpunt in een 2-0 overwinning op rivaal Engeland. Het was pas de tweede keer dat Schotland van Engeland wist te winnen. Little maakte op 16 juni 2013 haar eerste hattrick in het Schotse shirt in een 8-0 overwinning op Israël. Op de Cyprus Women's Cup in 2013 kwam Little opnieuw tot scoren tegen Engeland. Ook hielp ze haar land aan de vijfde plaats op het toernooi door de enige en winnende treffer te maken tegen Nederland.
Door een blessure miste ze deelname aan het EK 2017 in Nederland. Little hielp Schotland aan kwalificatie voor het WK 2019, het eerste WK waar Schotland zich voor wist te plaatsen. Op het eindtoernooi maakte Little het openingsdoelpunt in een 3-3 gelijkspel tegen Argentinië. In de eerste wedstrijd na het WK, een kwalificatiewedstrijd voor het EK 2021 tegen Cyprus, wist Little vijf keer tot scoren te komen.
Little kondigde op 1 september 2021 te stoppen als international van Schotland. Ze kwam tot 140 interlands waarin ze 59 keer tot scoren kwam.